# Zeno van Tarsus
Zeno van Tarsus was een oud-Grieks stoïcijns filosoof uit de periode van de middenstoa. Hij was een leerling van Chrysippos en werd omstreeks 205 BCE diens opvolger als hoofd van de stoïcijnse school. Hijzelf werd opgevolgd door Diogenes van Babylon.

## Leer
Van de persoonlijke opvattingen van Zeno is weinig bekend. Hij liet slechts weinig geschriften na. Wel zou hij het grootste deel van de stoïcijnse doctrine onderschrijven. Een belangrijke afwijking van de traditionele stoa is echter dat hij de opvatting dat het universum zal verdwijnen in een grote cataclystische vuurzee, niet onderschrijft. Hoewel er te weinig details bekend zijn over Zeno's leer om hier uitsluitsel over te kunnen geven, lijkt het onvermijdelijk dat hij hierdoor grote aanpassingen diende aan te brengen in de stoïcijnse kosmologie.